# Isaak Gottfried Gödtke
Isaak Gottfried Gödtke (ur. 12 grudnia 1691 w Chojnicach, zm. 6 czerwca 1765 tamże) – niemiecki urzędnik administracyjny, historyk, burmistrz Chojnic w latach 1742–1760.

## Życiorys
Isaak Gottfried Gödtke urodził się 12 grudnia 1691 r. w Chojnicach w rodzinie miejscowego pastora Christiana Gödtke oraz Elisabeth z domu Wilke – córki burmistrza Chojnic Michaela Wilke. Ukończył gimnazja w Toruniu (1705) i w Gdańsku (1706), studiował teologię i filozofię w Królewcu, od 1713 w Lipsku, a następnie w Wittenberdze. Na uniwersytecie w Lipsku był uczniem Johanna Burckhardta Mencke. W 1716 roku został sekretarzem miejskim w Chojnicach, później był przewodniczącym sądów: miejskiego, opiekuńczego i wetowego, radnym miejskim oraz wiceburmistrzem. Tymczasowo wycofywał się z pracy w administracji miejskiej, by poświęcać się studiom historycznym. W 1742 roku został wybrany na stanowisko burmistrza Chojnic. W trakcie gdy piastował to stanowisko odbudowano kościół farny, szkołę oraz ratusz, które uległy zniszczeniu w trakcie pożaru w 1742 roku. W 1760 roku przeszedł na emeryturę, zmarł 6 czerwca 1765 r. w Chojnicach.
Gödtke jest zasłużoną postacią dla zachodniopruskich badań historycznych. Do jego największych dokonań należy uporządkowanie archiwów miejskich Chojnic, które uległy zniszczeniu w wyniku działań wojennych.

## Wybrane dzieła
- Historia Miasta Chojnice. 1724.
- Przesłanie od naukowców, pochodzących z miasta Chojnice w polskich Prusach, 1724. W 1736 zostało wydane wydanie rozszerzone pod redakcją Johanna Daniela Titiusa.
- Historia Kościoła miasta Malbork w latach 1548–1766.
- Historia Kościoła miasta Starogard Gdański w latach 1577–1758.
- Historia Kościoła miasta Chojnice.
- Historia Kościoła miasta Nowy Staw.
- Historia Kościoła miasta Sztum.
- Historia Kościoła miasta Dzierzgoń.
- Historia Kościoła miasta Brodnica.
- Historia Kościoła miasta Skarszewy.
- Historia Kościoła miasta Gniew.